# Нова-Униан (Рондония)

Нова-Униан на карте штата.

Нова-Униан (порт. Nova União)  —  муниципалитет в Бразилии, входит в штат Рондония. Составная часть мезорегиона Восток штата Рондония. Входит в экономико-статистический  микрорегион Жи-Парана. Население составляет 7 493 человека на 2010 год. Занимает площадь 807,13 км². Плотность населения — 9,28 чел./км².

## Демография
Согласно сведениям, собранным в ходе переписи 2010 г. Национальным институтом географии и статистики (IBGE), население муниципалитета составляет:
| Полное население                               | Полное население                               | Полное население                               | Полное население                               | 7 493 |
| ---------------------------------------------- | ---------------------------------------------- | ---------------------------------------------- | ---------------------------------------------- | ----- |
| в том числе:                                   | Городское население                            | 1 541                                          | Процент городского населения, %                | 20,57 |
|                                                | Сельское население                             | 5 952                                          | Процент сельского населения, %                 | 79,43 |
|                                                | Мужское население                              | 3 999                                          | Процент мужского населения, %                  | 53,37 |
|                                                | Женское население                              | 3 494                                          | Процент женского населения, %                  | 46,63 |
| Плотность населения, чел/км²                   | Плотность населения, чел/км²                   | Плотность населения, чел/км²                   | Плотность населения, чел/км²                   | 9,28  |
| Население муниципалитета в % к населению штата | Население муниципалитета в % к населению штата | Население муниципалитета в % к населению штата | Население муниципалитета в % к населению штата | 0,48  |

По данным оценки 2015 года население муниципалитета составляет 7 824 жителя.

## Статистика
- Валовой внутренний продукт на 2004 составляет 36.337.000,00 реалов (данные: Бразильский институт географии и статистики).
- Валовой внутренний продукт на душу населения на 2004 составляет 3.815,00 реалов (данные: Бразильский институт географии и статистики).
- Индекс развития человеческого потенциала на 2000 составляет 0,680 (данные: Программа развития ООН).

## География
Климат местности: экваториальный. В соответствии с классификацией Кёппена, климат относится к категории Am.

## Важнейшие населенные пункты
| № | Населённый пункт | Населённый пункт (порт.) | Категория | Население чел. (2010) | На карте                        |
| - | ---------------- | ------------------------ | --------- | --------------------- | ------------------------------- |
| 1 | Нова-Униан       | Nova União               | город     | 1541                  | 10°54′53″ ю. ш. 62°33′25″ з. д. |